# Cilo Dağı
Cilo Dağı, též zřídka Suppa Durek, kurdsky Çiyayê Cîlo je se svými 4116 metry třetím nejvyšším vrcholem Turecka. Nachází se ve stejnojmenném masivu, kterého je druhým nejvyšším vrcholem, a který je nejvyšší části pohoří Hakkari Dağları na jihovýchodě Turecka v provincii Hakkâri, okres Yüksekova. Pohoří Hakkari Dağları je obecně považováno za nejvýchodnější součást pohoří Taurus a Cilo Dağı je tak druhým nejvyšším vrcholem i tohoto pohoří. Sousední vrchol Uludoruk (4135 m), který je nejvyšším vrcholem masivu a druhým nejvyšším vrcholem Turecka, je vzdálen pouhé 4 km.